# Stephen Wolfram
Stephen Wolfram (Londres, 29 d'agost de 1959) és un científic i tecnòleg reconegut pel seu treball en física de partícules, autòmats cel·lulars i àlgebra computacional i és el creador del nou programari Mathematica.

## Biografia
Els pares de Stephen Wolfram eren refugiats jueus els qui van emigrar a Anglaterra des d'Alemanya en els anys 30. El pare de Stephen Wolfram, Hugo Wolfram era un fabricant tèxtil i un novel·lista (Into a Neutral Country) i la seva mare Sybil era professora de filosofia a la Universitat d'Oxford. Té un germà menor, Conrad Wolfram Wolfram està casat amb una matemàtica i té quatre fills.
Sovint descrit com un nen prodigi, Wolfram va estudiar en Eton College amb una beca que va guanyar després de publicar el seu primer article de física de partícules, a la primerenca edat de 16 anys i va entrar a la Universitat d'Oxford (St John's College) a l'edat de 17 anys. Complerts els 18 anys publica un article sobre la producció de Quarks pesats que després és àmpliament citat. Va rebre el seu Doctorat en física de partícules de l'Institut Tecnològic de Califòrnia Caltech als 20 anys per a després unir-se al cos acadèmic d'aquesta. El seu treball d'aquest llavors, realitzat juntament amb Geoffrey Fox, en cromodinàmica quàntica és encara utilitzat en experiments de física de partícules.
Als 21 anys, Wolfram guanya el premi MacArthur "Genius", que és una de les beques més cobejades dels Estats Units d'Amèrica. Va ensenyar a diverses universitats -incloent l'Institut per a Estudis Avançats de la Universitat de Princeton, on va treballar Einstein entre 1933 i 1955- i després es va dedicar als seus propis projectes.

## Vida professional
Durant la seva estada en Caltech en el departament de física de 1979 a 1981, va desenvolupar un sistema computacional d'àlgebra SMP (Symbolic Manipulation Program) que va anar essencialment la versió zero de Mathematica. No obstant això, les regles de patents de l'escola li van negar la propietat de la seva invenció. El 1983 es va traslladar al Institute For Advanced Studies de Princeton, on va estudiar el comportament d'autòmats cel·lulars, principalment mitjançant simulacions per computadora. No obstant això, Caltech va demandar els drets del programa el que va suscitar una disputa de propietat intel·lectual sobre SMP que eventualment van causar la separació de Wolfram de Caltech SMP va ser després desenvolupat i comercialitzat per Inference Corp. una companyia de Los Angeles de 1983 a 1988.

## Recerca
D'acord amb Google Scholar, Stephen Wolfram és citat en més de 30,000 publicacions (a abril del 2012) i té un índex h de 58. Ell té un nombre d'Erdős de 2.

## Mathematica
El 1986 Wolfram deixa l'Institut d'Estudis Avançats de Princeton per traslladar-se a la Universitat d'Illinois en Urbana-Champaign on va fundar el Centre de Recerca de Sistemes Complexos i comença el desenvolupament del programari que avui és Mathematica, un sistema de computació simbòlica. El 1988, Wolfram deixa el món acadèmic per dedicar-se completament al seu recentment fundada companyia Wolfram Research de la qual és soci majoritari fins al dia d'avui. Wolfram Research llança al mercat la primera versió de Mathematica el 1988. Wolfram Research també finança el treball d'Eric Weisstein i la que era la seva enciclopèdia matemàtica MathWorld que ara és part de Wolfram Research. El programa Mathematica actualment té més de 2 milions d'usuaris (principalment enginyers i científics d'alt nivell). El programari és una eina poderosa de còmput que pràcticament permet realitzar qualsevol tipus de càlcul algebraic o numèric i generar gràfics i anàlisis profundes.

## Un nou tipus de ciència
Del 1992 al 2002, Wolfram va treballar en el seu controvertit llibre A New Kind of Science (NKS) (Un nuevo tipo de ciencia), que introdueix l'estudi experimental de diversos sistemes simples de càlcul, els quals poden ser utilitzats per modelar i entendre qualsevol fenomen natural. La seva motivació principal consisteix a proposar una nova metodologia científica basada en experiments d'ordinador.
Des de la publicació del llibre NKS en el 2002, Wolfram ha dividit el seu temps entre el desenvolupament de noves versions de Mathematica i la difusió de NKS per mitjà de conferències i escoles d'estiu.